# Jamagne (Philippeville)
Jamagne is een deelgemeente van de Belgische gemeente Philippeville, in de provincie Namen. Tot 1 januari 1977 was het een zelfstandige gemeente.

## Geografie
Jamagne bevindt zich ten noorden van de stadskern van Philippeville en ten zuiden van Yves-Gomezée. In het oosten grenst het aan Hemptinne en in het westen aan Jamiolle. Het ligt een kilometer ten oosten van rijksweg N5 van Charleroi naar Philippeville. In 1908 werd Spoorlijn 136A van Senzeille naar Florennes-Est, geopend, met een halte in Jamagne. Sinds de bouw van de stuwdam van l'Eau d'Heure, in 1970 is die spoorlijn buiten gebruik. De spoorlijn 132 loopt wel nog langs het dorp, ongeveer gelijk met de loop van het riviertje Ry des Gattes, maar houdt er geen halt. Ten noorden bevindt zich verder de steengroeve Les Pétons van chemiereus Solvay.

## Geschiedenis
De heerlijkheid Jamagne maakte lange tijd voorwerp uit van de strijd tussen de Graaf van Namen en de Heer van Florennes, die een vazal was van het Prinsbisdom Luik. Vanaf 1659 maakte Jamagne als onderdeel van Philippeville deel uit van Frankrijk.

## Demografische ontwikkeling
- Bronnen:NIS, Opm:1831 tot en met 1970=volkstellingen, 1976= inwoneraantal op 31 december

## Bezienswaardigheden
Sinds 1984 is er in het dorp een opvangcentrum, le Pouly, dat dagelijks een twintigtal mensen met een handicap herbergt.
Tussen 2004 à 2008 was er in de straat Belle ruelle een brouwerij "Mortal's Beers".
Opmerkelijk aan het dorp is de moderne kerk, die de oude Saint-Martinkerk vervangt en waar behalve de eredienst nog andere activiteiten plaatsvinden.
Fagnolle · Franchimont · Jamagne · Jamiolle · Merlemont · Neuville · Omezée · Roly · Romedenne · Samart · Sart-en-Fagne · Sautour · Surice · Villers-en-Fagne · Villers-le-Gambon · Vodecée

Belgische gemeenten · arrondissement Philippeville · provincie Namen · Wallonië